# Dolmen de Peycervier
Le dolmen de Peycervier est un dolmen situé sur la commune de Lorgues, dans le département du Var en France.

## Description
Le dolmen a été édifié sur un petit sommet à 280 m d'altitude. Il a été acquis par la commune et a fait l'objet d'une restauration en 1990 menée par Hélène Barge.
Le tumulus est composé de gros blocs et de pierrailles. Il mesure 12,50 m de long pour 11 m de large s'élève à 1,50 m de haut. Le dolmen est orienté nord-sud. La chambre sépulcrale est de forme carrée (1,60 m de côté) délimitée par une dalle de chevet, deux murs en pierres sèches d'environ 1 m de hauteur et deux piliers d'entrée laissant entre eux un passage d'environ 0,55 m de largeur,. Un petit couloir (1,70 m de long pour 0,90 m de large) s'ouvre au sud-ouest. Il est constitué d'une murette en pierres sèches au nord et d'une petite dalle surmontée d'une murette du même type au sud. Ce couloir se termine dans le tumulus par trois pierres superposées à plat.
La chambre fut complètement vidée en 1930 mais le tamisage des déblais effectué, dans les années 1960, par M. Bérard et la fouille du couloir, demeuré intact, en 1973 par Gérard Sauzade, ont permis d'y recueillir un petit matériel archéologique. Le mobilier funéraire découvert comprend plus de 300 dents, plusieurs lames en silex dont une belle lame de poignard à soie courte, trois pointes de flèches et une grande variété d'éléments de parure (perles olivaires en pierre dure et calcaire, dents percées d'animaux, un anneau en bronze),.
Le matériel archéologique découvert laisse penser que l'édifice fut occupé une première fois au Chalcolithique puis réutilisé à l'âge du bronze.